# ميدون (جحانه)

تعديل مصدري - تعديل

ميدون هي إحدى قرى مديرية جحانة التابعة لمحافظة صنعاء اليمنية، بلغ تعداد سكانها 485  حسب أحصائيات عام 2004.